# تعدد الأسلاف الداخلي
تعدد الأسلاف الداخلي (بالإنجليزية: endopolygeny)‏ وهي عملية تكاثر لاجنسي، وتتضمن الانقسام الداخلي بواسطة التبرعم.